# Pegomya chaetostigmata
Pegomya chaetostigmata är en tvåvingeart som beskrevs av Zheng och Fan 1990. Pegomya chaetostigmata ingår i släktet Pegomya och familjen blomsterflugor. Inga underarter finns listade i Catalogue of Life.